# 육소영
육소영(1983년 6월 21일 ~ )은 대한민국의 배우이다.

## 학력
- 청주대학교 연극과 학사

## 출연 작품

### 드라마
- 《보이스 4》 (2021년, tvN)
- 《날아라 개천용》 (2020년, SBS) - 박선민 역
- 《보좌관 - 세상을 움직이는 사람들》 (2019년, JTBC)
- 《녹두꽃》 (2019년, SBS)
- 《라이브》 (2018년, tvN)
- 《미스 함무라비》 (2018년, JTBC) - 임바른 맞선녀1 역
- 《베토벤 바이러스》 (2008년, MBC)

### 연극
- 《그남자 그여자》
- 《러브 액츄얼리》
- 《코미디 넘버원》
- 《까고잊네》
- 《뉴보잉보잉 1탄》
- 《드라마 만들기》
- 《코믹쇼 로미오＆줄리엣 시즌2》
- 《플리즈》
- 《물고기의 축제》
- 《햄릿》
- 《칠산리》
- 《어처구니 이야기》
- 《이구룡》
- 《원샷코미디 플리즈》
- 《미친사람들》
- 《그녀들의 색스러운 수다》